# Amalia Holst
Amalia Holst, née Amalia von Justi (1758–1829), est une écrivain, intellectuelle et féministe allemande. Son travail met au défi l'éducation traditionnelle et les écrivains du siècle des Lumières tels Jean-Jacques Rousseau. On a considère souvent comme la contrepartie allemande de Mary Wollstonecraft.

## Postérité
Holst est nommée sur le « plancher de l'héritage » de l'installation The Dinner Party de l'artiste américaine Judy Chicago.